# Niquelbischofita

## Nickelbischofite
Fórmula:
NiCl 2 · 6H 2 O
Dureza: 1½
Sistema de cristal: Monoclínica
Nombre:
El nombre refleja su composición como el análogo dominante en níquel de bischofite .
Compárese con droninoita , muonionalustaite ; akaganeita y paratacamita- (Ni) .
Delicuescente y soluble en agua.

## Clasificación de níquelbischofita
Estado de IMA:
Aprobado
Strunz 8a ed .:
3 / A.12-40
Nickel-Strunz décima (pendiente) ed .:
3.BB.20
3: HALUROS
B: Haluros simples, con H 2 O
B: M: X = 1: 2
Dana 8a ed .:
9.2.9.2
9: HALIDOS NORMALES
2: HACHA 2
Hola, CIM Ref .:
8.11.9
8: Haluros - Fluoruros, Cloruros, Bromuros y Yoduros; también Fluoboratos y Fluosilicatos
11: Haluros de Fe y Ni

## Propiedades físicas de la níquel bischofita
Dureza:
1½ en la escala de Mohs

## Datos ópticos de níquel bischofita
Tipo:
Biaxial (+)
Valores de RI:
n α = 1.589 n β = 1.617 n γ = 1.644
2V:
Medido: 87 °, calculado: 86 °
Máxima birrefringencia:
δ = 0.055
La imagen muestra la gama de colores de interferencia de birrefringencia (a 30 µm de espesor)
y no tiene en cuenta la coloración mineral.
Alivio superficial:
Moderar
Dispersión:
r> v distinto

## Propiedades químicas de la niquelbischofita
Fórmula:
NiCl 2 · 6H 2 O
Elementos enumerados:
Cl , H , Ni , O - búsqueda de minerales con química similar

## Cristalografía de níquelbischofita
Sistema de cristal:
Monoclínica
Parámetros de la celda:
a = 8,78 Å, b = 7,07 Å, c = 6,62 Å
β = 97,21 °
Proporción:
a: b: c = 1,242: 1: 0,936
Unidad de celda V:
407,68 Å³ (calculado a partir de la celda unitaria)

## Tipo de aparición de níquelbischofita
Localidad tipo:
Ⓘ Intrusión Dumont, Launay, Abitibi RCM, Abitibi-Témiscamingue, Québec, Canadá

## Sinónimos de Nickelbischofite
IMA1978-056

## Minerales relacionados: agrupación de níquel-estrunz
| 3.BB.05 | Eriocalcita | CuCl 2 · 2H 2 O       | Orth. m m m ( 2 / m 2 / m 2 / m ) |
| 3.BB.10 | Rokühnita   | FeCl 2 · 2H 2 O       | Lun.                              |
| 3.BB.15 | Bischofite  | MgCl 2 · 6H 2 O       | Lun. 2 / m : B 2 / m              |
| 3.BB.25 | Sinjarita   | CaCl 2 · 2H 2 O       | Tet.                              |
| 3.BB.30 | Antártica   | CaCl 2 · 6H 2 O       | Trigonometría. 3 2: P 3 2 1       |
| 3.BB.35 | Taquidrita  | CaMg 2 Cl 6 · 12H 2 O | Trigonometría.                    |

## Minerales relacionados - Agrupación de Dana (8.a ed.)
| 9.2.9.1 | Bischofite | MgCl 2 · 6H 2 O | Lun. 2 / m : B 2 / m |

## Minerales relacionados - Índice químico de agrupación de minerales de Hey
| 8.11.1  | Molisita       | FeCl 3                             | Maleficio.                                  |
| 8.11.2  | Hidromolisita  | FeCl 3 · 6H 2 O                    |                                             |
| 8.11.3  | Rokühnita      | FeCl 2 · 2H 2 O                    | Lun.                                        |
| 8.11.4  | Douglasita     | K 2 [Fe 2+ Cl 4 (OH 2 ) 2 ]        | Lun.                                        |
| 8.11.5  | Eritrosiderita | K 2 [Fe 3+ Cl 5 (H 2 O)]           | Orth. m m m ( 2 / m 2 / m 2 / m ) : P n m a |
| 8.11.6  | Rinneita       | K 3 Na [FeCl 6 ]                   | Trigonometría. 3 m ( 3 2 / m ) : R 3 c      |
| 8.11.7  | Kremersita     | (NH 4 , K) 2 [Fe 3+ Cl 5 (H 2 O)]  | Orth. m m m ( 2 / m 2 / m 2 / m )           |
| 8.11.8  | Iowaite        | Mg 6 Fe 3+ 2 (OH) 16 Cl 2 · 4H 2 O | Trigonometría. 3 m ( 3 2 / m ) : R 3 m      |
| 8.11.10 | Lawrencita     | (Fe 2+ , Ni) Cl 2                  | Trigonometría. 3 m ( 3 2 / m ) : R 3 m      |

## Otra información
Delicuescente y soluble en agua.